# Clement S. Hill
Clement Sidney Hill (* 13. Februar 1813 bei Lebanon, Kentucky; † 5. Januar 1892 ebenda) war ein US-amerikanischer Politiker. Zwischen 1853 und 1855 vertrat er den Bundesstaat Kentucky im US-Repräsentantenhaus.

## Werdegang
Nach einer guten Grundschulausbildung besuchte Clement Hill das St. Mary’s College. Nach einem anschließenden Jurastudium und seiner 1837 erfolgten Zulassung als Rechtsanwalt begann er in Lebanon in diesem Beruf zu arbeiten. Gleichzeitig schlug er als Mitglied der Whig Party eine politische Laufbahn ein. Im Jahr 1839 war er Abgeordneter im Repräsentantenhaus von Kentucky.
Bei den Kongresswahlen des Jahres 1852 wurde Hill im fünften Wahlbezirk von Kentucky in das US-Repräsentantenhaus in Washington, D.C. gewählt, wo er am 4. März 1853 die Nachfolge des Demokraten James W. Stone antrat. Bis zum 3. März 1855 konnte er eine Legislaturperiode im Kongress absolvieren, die von den Diskussionen um die Sklaverei im Vorfeld des Bürgerkrieges geprägt war. Nach dem Ende seiner Zeit im US-Repräsentantenhaus praktizierte Hill wieder als Anwalt. Im Jahr 1874 bewarb er sich erfolglos im vierten Distrikt um eine Rückkehr in den Kongress. Clement Hill starb am 5. Januar 1892 in seinem Heimatort Lebanon und wurde dort auch beigesetzt.